# Ficología

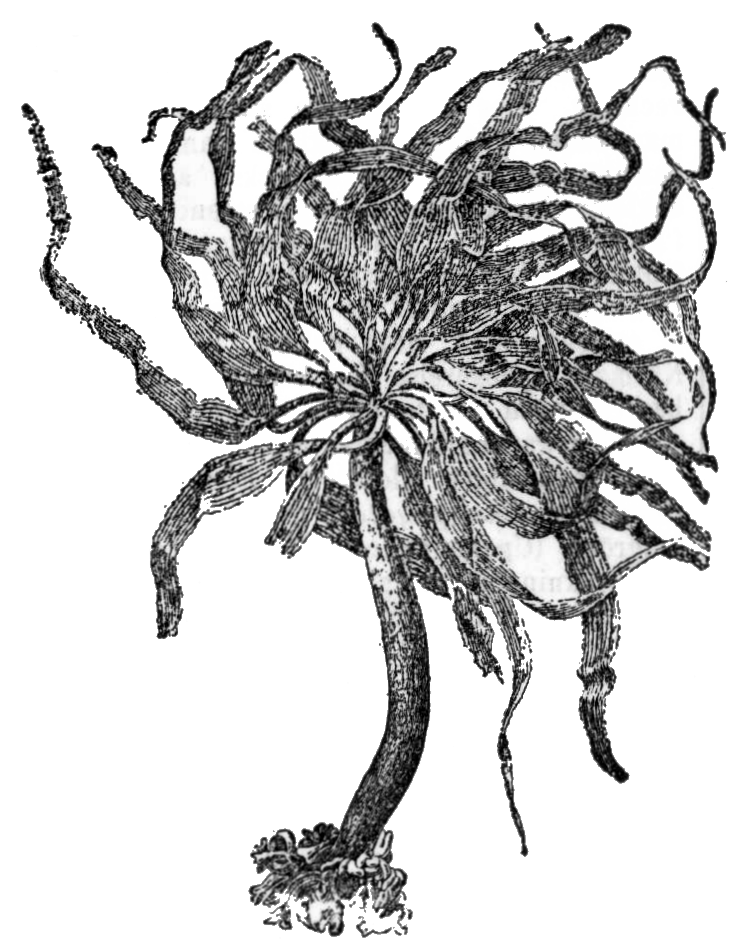
El alga Postelsia palmaeformis, en la decimonónica enciclopedia Nordisk familjebok.

La ficología (del griego: φῦκος, alga; del que deriva el término en latín fucus, y -λογία, tratado, estudio) o algología (del latín algum, algae) es una disciplina de la botánica que se dedica al estudio científico de las algas.
Se considera algas a la mayor parte de los organismos autótrofos fotosintetizadores que no son plantas propiamente dichas. Son los principales fotosintetizadores en la mayoría de los ecosistemas acuáticos. Muchas especies son unicelulares, aunque sólo las pluricelulares pueden llegar a alcanzar grandes dimensiones, con excepción de la gran variedad de algas sifonales unicelulares que llegan a medir varios centímetros y a formar jardines unicelulares. La ficología también incluye el estudio de organismos procariotas, formas conocidas antes como algas verdeazuladas (algas cianofíceas) y ahora como cianobacterias.

## Historia
La historía de la ficología está ligada a la de la botánica desde sus orígenes (como la de otras subdisciplinas de esta, por ejemplo la micología, que estudia los hongos).
Desarrollada por los primeros botánicos, enriquecida por otras subdisciplinas como la etnobotánica o la taxonomía, y evolucionada como la propia botánica por el desarrollo de los estudios químicos a nivel macromolecular, especialmente los estudios genéticos.
Así pues, fueron los griegos (Teofrasto, Dioscórides) los primeros en estudiar las algas a las que nombraron como plantas marinas (φῦκος - phykos). Durante los siglos XVI y XVII fueron incluidas en los inventarios botánicos y a menudo clasificadas dentro de las criptógamas como en la obra Prodromus theatri botanica (1620) de Gaspar Bauhin. Ya en el siglo XVIII Linneo las separa con algunas excepciones del resto de criptógamas en su obra Species Plantarum (1753).

## Sistemática
La comparación de genes y genomas ha permitido excluir por completo que las algas sean un grupo monofilético, merecedor de ser tratado como un taxón; es por el contrario un conjunto polifilético. El concepto sigue siendo útil en campos como la ecología o la biotecnología.